# Nansun Shi
Nansun Shi, née Shi Nan-Sun (chinois traditionnel : 施南生), est une productrice de cinéma chinoise de Hong Kong. 

## Biographie
Après avoir travaillé pour la télévision, Nansun Shi devient une figure active de la production cinématographique hongkongaise à la fin des années 1970, en participant à la création du studio Cinema City. Elle est la cofondatrice de la maison de production Film Workshop, qu'elle dirige avec son époux, le cinéaste Tsui Hark.
En 2007, elle est membre du jury des longs métrages lors du 57e Festival de Berlin, présidé par Paul Schrader.
Hiam Abbass, Willem Dafoe ou encore Gael García Bernal font également partie du jury.
En 2011, elle est membre du jury des longs métrages présidé par Robert De Niro lors du 64e festival de Cannes. Uma Thurman, Jude Law ou encore Olivier Assayas font également partie du jury.
En 2014 elle reçoit le prix de la meilleure productrice indépendante lors du 67e Festival de Locarno. 
En 2015, elle fait partie du jury des longs-métrages du Festival international du film de Shanghai, présidé par Andrey Zvyagintsev. La même année elle fait partie du jury international du Festival international du film de Tokyo présidé par Bryan Singer.
En 2017 elle reçoit avec Geoffrey Rush et Samir Farid la Caméra de la Berlinale lors du 67e Festival de Berlin.
En octobre 2018 elle fait partie du jury du  Festival de Busan.